# La Roque-Sainte-Marguerite
La Roque-Sainte-Marguerite is een dorp in de Gorges de la Dourbie in het Franse departement Aveyron (regio Occitanie) en telt 193 inwoners (2004). De plaats maakt deel uit van het arrondissement Millau.

## Geografie
De oppervlakte van La Roque-Sainte-Marguerite bedraagt 48,0 km², de bevolkingsdichtheid is 4,0 inwoners per km².

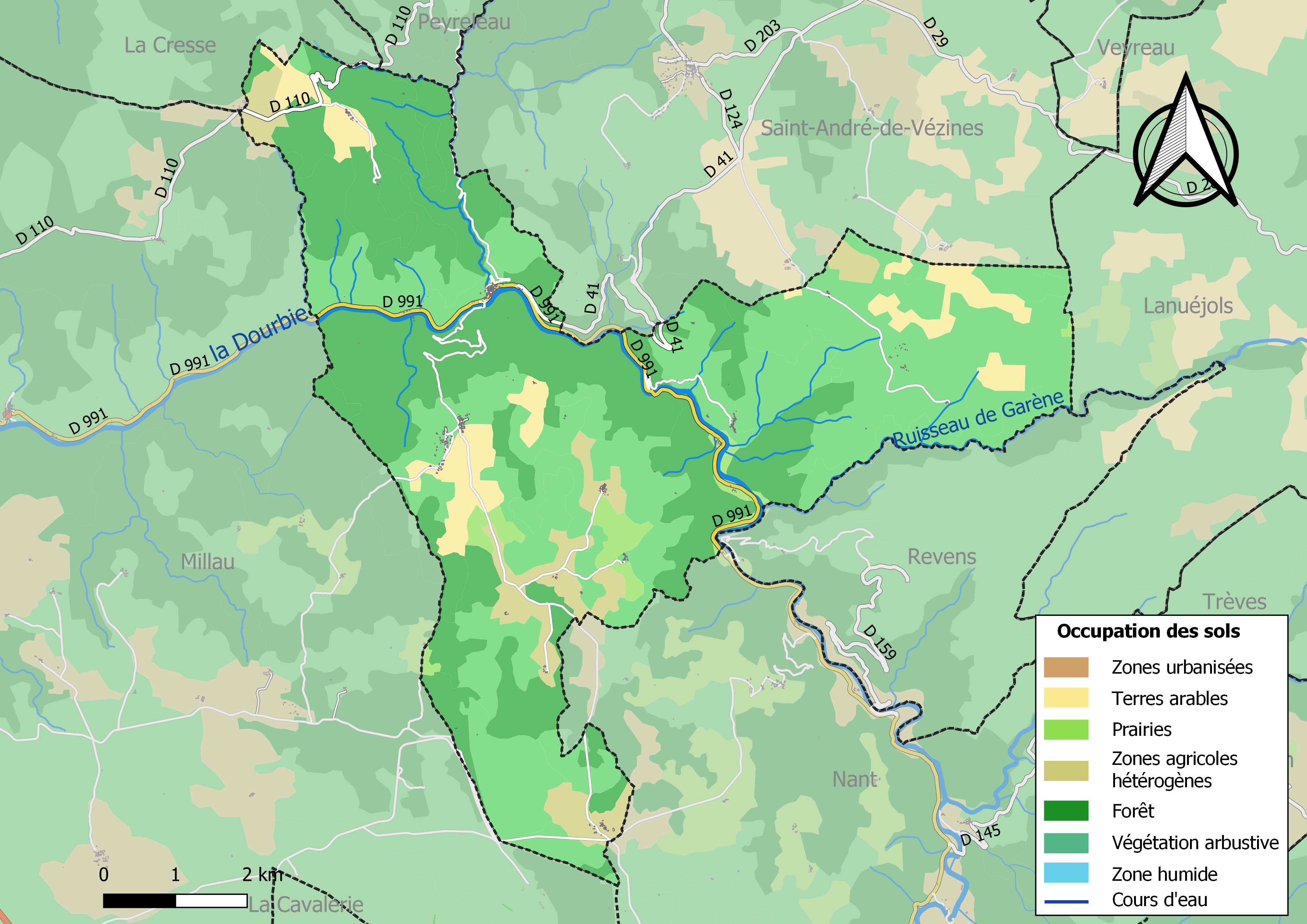
Kaart van de gemeente met de belangrijkste infrastructuur, bodemgebruik en omliggende gemeenten

De onderstaande kaart toont de ligging van La Roque-Sainte-Marguerite met de belangrijkste infrastructuur en aangrenzende gemeenten.

## Demografie
Onderstaande figuur toont het verloop van het inwonertal (bron: INSEE-tellingen).

Vanwege een beveiligingsprobleem met de MediaWiki Graph-software is het momenteel niet mogelijk deze grafiek weer te geven. Zodra de software is bijgewerkt zal de grafiek vanzelf weer zichtbaar worden.